# Henk Poppe
Henk Poppe (Nijverdal, 12 juli 1952) is een voormalig Nederlands profwielrenner.

## Biografie
Hij was slechts twee jaar lang profwielrenner, in 1974 en 1975. In zijn amateurtijd stond hij bekend als een renner met een behoorlijke sprint in de benen. 
Zijn belangrijkste succes is de overwinning in de tweede rit van de Ronde van Frankrijk van 1974, van Plymouth naar Plymouth, waarin hij in de eindsprint de rassprinters Jacques Esclassan, Patrick Sercu en Gerben Karstens te vlug af was. Dit optreden was meteen zijn enige wapenfeit in zijn enige Tour, in de elfde etappe stapte hij in de bezemwagen, nadat gebleken was dat de bergen voor hem te veel (en te steil) waren.
Omdat deze overwinning toch wel op zeer jeugdige leeftijd kwam, waren de verwachtingen dat er een verdere succesvolle profcarrière voor Henk Poppe in verschiet lag, wel heel hoog. 
In 1975 probeerde hij het wel nog in de Ronde van Italië en de Ronde van Spanje, maar afgezien van enkele kleine dagsuccesjes, kon hij hier ook zijn talent niet waarmaken. 
Na 1975 hield hij het voor gezien en hing hij zijn fiets aan de wilgen.

## Belangrijkste uitslagen
1971
- 1e in de Ronde van Limburg (amateurs)

1972
- Nederlands Militair kampioen op de weg

1973
- 3e in de Ronde van Noord-Holland

1974
- 1e in 2e etappe Ronde van Frankrijk
- 1e in Belsele-Waas

1975
- 20e in de eindstand Ronde van Sardinië

## Resultaten in voornaamste wedstrijden
| Jaar | Ronde van Italië | Ronde van Frankrijk | Ronde van Spanje |
| ---- | ---------------- | ------------------- | ---------------- |
| 1974 |                  | opgave (1)          |                  |
| 1975 | opgave           |                     | opgave           |

(*) tussen haakjes aantal individuele etappe-overwinningen